# No More Mr. Nice Guy (Pat Boone)
No More Mr. Nice Guy is een album van Pat Boone vol met covers van hardrock- en heavymetalartiesten dat in 1997 uitkwam. In Nederland is het alleen via import te verkrijgen. (Pat Boone in a metal mood, No More Mr. Nice Guy) De titel is gebaseerd op een nummer van Alice Cooper.
Om reclame te maken voor het album, verscheen hij op de uitreiking van de American Music Awards samen met Alice Cooper in zwart leer. Zijn christelijke imago werd hierdoor geschaad en Pat Boone werd ontslagen bij Gospel America, een televisieprogramma van de Amerikaanse zender TBN.
Bij het maken van dit album werd Pat Boone bijgestaan door een orkest, achtergrondzangeressen en heavymetalartiesten, zoals Ronnie James Dio, vooral bekend van "Dio" en "Roger Glover".
Tijdens pauzes van hardrock- en heavymetalconcerten werd dit album nog weleens gedraaid, de eerste jaren na de release van dit album (van 1997-2005). Van hardrock (of metal) is geen sprake meer. Het is meer in de 'Pat Boone-stijl'.

## Tracks
1. You've Got Another Thing Coming (cover van Judas Priest)
2. Smoke on the Water (cover van Deep Purple) Bijgestaan door Ritchie Blackmore op gitaar, de gitarist van Deep Purple. Ook op gitaar: Dweezil Zappa.
3. It's a Long Way to the Top (If You Wanna Rock 'n' Roll) (cover van AC/DC)
4. Panama (cover van Van Halen)
5. No More Mr. Nice Guy (gelijknamige titelsong) (cover van Alice Cooper)
6. Love Hurts  (cover van Nazareth/Everly Brothers)
7. Enter Sandman (cover van Metallica) Volgens sommige Metallica-fans een figuurlijke 'verkrachting' van het echte nummer.
8. Holy Diver (cover van Dio) Pat Boone wordt hier bijgestaan door de echte zanger, Ronnie James Dio, vooral bij de hoge uithalen in de zang.
9. Paradise City (cover van Guns N' Roses)
10. The Wind Cries Mary (cover van Jimi Hendrix)
11. Crazy Train (cover van Ozzy Osbourne) Pat Boone is een voormalige buurman van Ozzy Osbourne in Beverly Hills 90210 (niet te verwarren met de serie). Het nummer "Crazy Train" in de Pat Boone-stijl was te horen als openingsmelodie en soundtrack van de realitysoap The Osbournes.
12. Stairway to Heaven (cover van Led Zeppelin) De gitaarsolo waar het originele nummer naartoe werkt ontbreekt hier.

## Bandleden
- Een heus orkest, drummer Greg Bisonette en enkele heavymetalgitaristen en een heavymetalzanger (R.J. Dio).

Instrumenten:
- Akoestische piano
- orgel
- keyboard
- Elektrische basgitaar
- Elektrishe gitaar
- Percussie/drums
- trombone
- Blazers (diverse blaasinstrumenten)
- viool
  - Vocalen (zang):
    - achtergrondzang en medezang: een koor en Ronnie James Dio.
      - zang: Pat Boone